# Agostinho da Silva Araujo
Agostinho da Silva Araujo (sinh ngày 28 tháng 8 năm 1997), hay Agostinho, là một cầu thủ bóng đá hiện tại thi đấu cho Đội tuyển bóng đá quốc gia Đông Timor.

## Sự nghiệp quốc tế
Agostinho có màn ra mắt quốc tế trước Đội tuyển bóng đá quốc gia Mông Cổ ở Vòng loại giải vô địch bóng đá thế giới 2018 khu vực châu Á vào ngày 12 tháng 3 năm 2015.